# Léa Paci
Léa Paci – francuska piosenkarka, której muzyka może być określana jako fuzja piosenki francuskiej i elektropopu. Francuzka szczególnie odnosi sukcesy w francuskojęzycznej części Belgii.

## Kariera i notowania hitów

### Początek kariery i pierwszy album (2016–2017)
Léa Paci wydała swój pierwszy singiel 28 października 2016 roku we współpracy z autorami piosenek Yohannem Malorym i Tristanem Salvati. Ten singiel, "Pour aller où?" dotarł do francuskich list przebojów w styczniu 2017 roku. Utwór był we francuskim TOP 200 przez pięć tygodni, ale nigdy nie osiągnął miejsca wyższego niż 107. W niespełna cztery miesiące po wydaniu swojej pierwszej piosenki, w lutym 2017 roku ukazał się drugi singiel, Adolescente pirate. Był to ponownie efekt współpracy Malory i Salvati, dlatego pozostał wierny stylowi Pour aller où?, a mianowicie mieszance piosenki francuskiej i elektronicznego popu. Utwór praktycznie nie odniósł sukcesu we Francji; za to w francuskojęzycznej Belgii został dobrze przyjęty. W dniu 12 sierpnia 2017 r. Adolescent pirate wszedł do francuskojęzycznego Ultratop 50 w Belgii, gdzie pozostawał w nim nieprzerwanie przez 21 tygodni (do stycznia 2018 r.). Przez dwa tygodnie znajdował się w pierwszej dziesiątce francuskojęzycznej Belgii, z najwyższą oceną (9.) na koniec września 2017 r. Pod koniec czerwca 2017 roku, prawie 21-letnia Paci wydała swój pierwszy album, Chapitre I.

### Dalsza kariera (2018–)
Dwa tygodnie po tym, jak singiel Adolescente pirate zniknął z francuskojęzycznego Ultratop 50, 28 stycznia 2018 roku Pour aller où? weszło na tę listę przebojów. Utwór, który ukazał się 15 miesięcy wcześniej, pozostawał dotychczas pod radarem walońskich i brukselskich słuchaczy. Dopiero po tym, jak Paci zyskała sławę dzięki Adolescent pirate w drugiej połowie 2017 roku, odkryli także jej pierwszy singiel. Pour aller ou?, który nigdy nie dotarł do Top 100 we Francji, był stale w Ultratop 50 francuskojęzycznej Belgii przez 19 tygodni, w tym osiem tygodni w Top 20. Najwyższy wynik osiągnął w połowie marca 2018 r. (12).
W tym okresie Paci podjęła jednorazową współpracę z Divą Faune, francuską grupą, która łączy indie folk pod z elektropopem. Razem stworzyli Get Up, cover oryginału (Get Upǃ) Divy Faune, który został wydany sześć miesięcy wcześniej i osiągnął 89 pozycję we Francji na listach przebojów. Współpraca z Divą Faune, z powodu użycia w niej domieszki indie folku, była przełamaniem stylu dla Paci. Na YouTube klip muzyczny do Get Up, wydany w czerwcu 2018 r. otrzymał ponad 7,2 miliona odsłon, co czyni go najbardziej oglądanym klipem do tej pory. Niemniej jednak Get Up nie trafiło na listy przebojów ani we Francji, ani w Belgii.
W międzyczasie Paci kontynuowała pracę nad swoim trzecim singlem. Pozostała wierna swojej wytwórni Elektra Records, ale przyjęła też inne podejście. W końcu pracowała nad muzyką i tekstami do swojego trzeciego singla solowego (On prend des notes), w porozumieniu z dwoma innymi autorami piosenek (Julienem Jorisem i Benoît Leclerq). Jeśli chodzi o styl muzyczny, był on w dużej mierze zgodny z wcześniejszymi singlami. Podobnie jak poprzednie dwie piosenki, On prend des notes nie odniósł sukcesu ani nie stał się hitem we Francji, ale we francuskojęzycznej Belgii tak. 3 listopada 2018 roku – półtora miesiąca po premierze – piosenka wkroczyła do francuskojęzycznego Ultratop 50 w Belgii, gdzie pozostała przez 14 tygodni. Przez siedem tygodni była w pierwszej dwudziestce, z najwyższym wynikiem, czyli 11. miejscu.

## Dyskografia

### Albumy
- Chapitre I (2017)

### Single
- Pour aller où? (2016)
- Adolescente pirate (2017)
- Get Up (2018), we współpracy z Diva Faune
- On prend des notes (2018)